# Romain Bardet
Romain Bardet (Brioude, 9 november 1990) is een Frans voormalig wielrenner.

## Biografie

### 2013
In 2013 debuteerde Bardet in de Tour. Hij werd vijftiende.

### 2014
In 2014 liet Bardet goede resultaten aantekenen in aanloop naar de Tour de France met een vierde plaats in de Ronde van Catalonië en een vijfde plaats in het Critérium du Dauphiné. In de Tour was Bardet samen met Jean-Christophe Péraud kopman van AG2R La Mondiale. Na lang in de top 5 te hebben gestaan eindigde Bardet uiteindelijk als zesde.

### 2015
In de Tour de France van 2015 viel Bardet, na een aantal slechte dagen in de bergen, weg uit het klassement. In de achttiende etappe was hij mee in de vroege vlucht van de dag. Op de Col du Glandon demarreerde hij weg bij zijn medevluchters en gaf deze voorsprong niet meer uit handen. Hiermee won hij voor het eerst een Touretappe. In het klassement eindigde hij op de negende plaats. Hij werd in Parijs onderscheiden met de prijs van de Strijdlust.

### 2016
Bardet was in 2016 dicht bij de eindoverwinning in het Critérium du Dauphiné. Hij kwam hier 12 seconden tekort op winnaar Chris Froome. In de Tour de France was de Franse hoop vooral gevestigd op Thibaut Pinot, maar het was Bardet die beter presteerde. Bardet, die niet goed tegen de hitte kan, maakte in de regenachtige etappes optimaal gebruik van de weersomstandigheden. Twee dagen voor het einde van de Tour schreef hij de negentiende etappe op zijn naam en steeg daardoor naar de tweede plaats in het algemeen klassement. Hij slaagde erin deze positie vast te houden, waardoor hij voor het eerst op het eindpodium stond in Parijs. De achterstand op eindwinnaar Chris Froome bedroeg 4'05".
In de wegwedstrijd op de Olympische Spelen in Rio de Janeiro eindigde Bardet namens Frankrijk op plek 24, op ruim zes minuten van winnaar Greg Van Avermaet.

### 2017
Romain Bardet deed in 2017 wederom mee aan de Tour de France en werd gezien als een van de kanshebbers op de eindoverwinning. In de eerste etappe, een tijdrit in Düsseldorf, verloor Bardet bijna een halve minuut, maar in de bergetappes reed hij sterk. Voor het derde jaar op rij won hij een Touretappe, dit keer de twaalfde etappe met een steile aankomst op Peyragudes. Vanaf dat moment stond Bardet binnen een halve minuut van leider Chris Froome. De strijd om de eindzege werd definitief beslist in de voorlaatste etappe, een tijdrit in Marseille. Bardet moest 23 seconden goedmaken op Froome, maar kreeg een grote inzinking. Hij verloor bijna twee minuten op de Brit en verspeelde zijn tweede plaats in het klassement aan Rigoberto Urán. Ternauwernood wist hij nog net zijn podiumplaats te behouden: hij eindigde als derde, met één seconde voorsprong op de nummer vier Mikel Landa.
Na de Tour reed Bardet voor het eerst ook de Ronde van Spanje. Hij speelde hierin geen grote rol van betekenis en eindigde als zeventiende in Madrid.

### 2018
Na 2 podiumplaatsen in de twee vorige edities van de Ronde van Frankrijk, startte Bardet met hoge verwachtingen in de Tour van 2018. Deze verwachtingen wist hij niet in te lossen en hij werd uiteindelijk 6de. 

## Palmares

### Overwinningen
2011
2e en 3e etappe Tour des Pays de Savoie
2013
Eindklassement Ronde van de Ain
Jongerenklassement Ronde van Peking
2014
La Drôme Classic
2015
5e etappe Critérium du Dauphiné
18e etappe Ronde van Frankrijk
 Prijs van de Strijdlust Ronde van Frankrijk
2016
19e etappe Ronde van Frankrijk
2017
12e etappe Ronde van Frankrijk
2018
Classic Sud Ardèche
2019
 Bergklassement Ronde van Frankrijk
2021
3e etappe Ronde van Burgos
Bergklassement Ronde van Burgos
14e etappe Ronde van Spanje
2022
Eindklassement Ronde van de Alpen
2023
1e etappe (TTT) Ronde van Spanje
2024
1e etappe Ronde van Frankrijk

### Resultaten in voornaamste wedstrijden
| Jaar | Ronde van Italië | Ronde van Frankrijk | Ronde van Spanje |
| ---- | ---------------- | ------------------- | ---------------- |
| 2012 |                  |                     |                  |
| 2013 |                  | 15e                 |                  |
| 2014 |                  | 6e                  |                  |
| 2015 |                  | 9e (1)              |                  |
| 2016 |                  | ↑ (1)               |                  |
| 2017 |                  | ↑ (1)               | 17e              |
| 2018 |                  | 6e                  |                  |
| 2019 |                  | 15e                 |                  |
| 2020 |                  | opgave              |                  |
| 2021 | 7e               |                     | 25e (1)          |
| 2022 | opgave           | 7e                  |                  |
| 2023 |                  | opgave              | 21e              |
| 2024 | 9e               | 30e (1)             |                  |
| 2025 | 26e              |                     |                  |

| Jaar | Milaan-San Remo | Ronde van Vlaanderen | Amstel Gold Race | Luik-Bast.‑Luik | Ronde van Lombardije | Waalse Pijl | Strade Bianche | Parijs-Tours |  | WK op de weg |  | Wereldranglijsten |
| ---- | --------------- | -------------------- | ---------------- | --------------- | -------------------- | ----------- | -------------- | ------------ |  | ------------ |  | ----------------- |
| 2012 |                 |                      | 25e              |                 | 29e                  | 29e         |                |              |  |              |  |                   |
| 2013 | 17e             |                      | 48e              | 13e             |                      | 111e        |                |              |  | 28e          |  | 71e (UWT)         |
| 2014 |                 |                      | 33e              | 10e             | 11e                  | 35e         |                |              |  | 62e          |  | 18e (UWT)         |
| 2015 |                 |                      |                  | 6e              | 17e                  |             |                |              |  |              |  | 23e (UWT)         |
| 2016 |                 |                      |                  | 13e             | 4e                   |             |                |              |  |              |  | 8e (UWT)          |
| 2017 |                 |                      |                  | 6e              |                      | 13e         |                |              |  |              |  | 19e (UWT)         |
| 2018 |                 |                      |                  | ↑               | opgave               | 9e          | ↑              |              |  | ↑            |  | 14e (UWT)         |
| 2019 | 50e             |                      | 9e               | 21e             |                      | 13e         |                |              |  |              |  | 63e (UWR)         |
| 2020 |                 | 25e                  |                  |                 |                      |             |                | 7e           |  |              |  | 93e (UWR)         |
| 2021 | 27e             |                      |                  |                 | 8e                   |             | 20e            |              |  |              |  |                   |
| 2022 |                 |                      |                  | opgave          | 9e                   |             |                |              |  | 22e          |  |                   |
| 2023 |                 |                      |                  | 15e             | 11e                  | 9e          |                |              |  |              |  |                   |
| 2024 |                 |                      |                  | ↑               |                      |             | 17e            |              |  | 10e          |  |                   |
| 2025 |                 |                      |                  | 82e             |                      |             |                |              |  |              |  |                   |

### Resultaten in kleinere rondes
| Jaar | Tour Down Under | Parijs-Nice | Tirreno-Adriatico | Ronde van het Baskenland | Ronde van Catalonië | Ronde van Romandië | Critérium du Dauphiné | Ronde van Polen | Ronde van Peking / Ronde van Guangxi |
| ---- | --------------- | ----------- | ----------------- | ------------------------ | ------------------- | ------------------ | --------------------- | --------------- | ------------------------------------ |
| 2012 |                 |             |                   |                          | 40e                 |                    |                       | 12e             | 49e                                  |
| 2013 |                 | 27e         |                   | 53e                      |                     |                    |                       |                 | 5e                                   |
| 2014 |                 | 36e         |                   |                          | 4e                  |                    | 5e                    |                 |                                      |
| 2015 |                 | 14e         |                   |                          | opgave              | 9e                 | 6e (1)                |                 |                                      |
| 2016 |                 | 9e          |                   |                          | 6e                  | 27e                | ↑                     |                 |                                      |
| 2017 |                 | uitgesloten |                   | 15e                      | 10e                 |                    | 6e                    |                 |                                      |
| 2018 |                 |             | 13e               | 13e                      |                     |                    | ↑                     |                 |                                      |
| 2019 |                 | 5e          |                   |                          | opgave              |                    | 10e                   |                 |                                      |
| 2020 | 38e             | 19e         |                   |                          |                     |                    | 6e                    |                 |                                      |
| 2021 |                 |             | 8e                |                          |                     |                    |                       |                 |                                      |
| 2022 |                 | 12e         |                   |                          |                     |                    |                       |                 |                                      |
| 2023 |                 | 7e          |                   |                          | opgave              |                    |                       |                 |                                      |
| 2024 |                 | opgave      |                   |                          |                     |                    |                       |                 |                                      |

(*) tussen haakjes aantal individuele etappe-overwinningen

## Ploegen
- 2012 –  AG2R La Mondiale
- 2013 –  AG2R La Mondiale
- 2014 –  AG2R La Mondiale
- 2015 –  AG2R La Mondiale
- 2016 –  AG2R La Mondiale
- 2017 –  AG2R La Mondiale
- 2018 –  AG2R La Mondiale
- 2019 –  AG2R La Mondiale
- 2020 –  AG2R La Mondiale
- 2021 –  Team DSM
- 2022 –  Team DSM
- 2023 –  Team DSM-Firmenich
- 2024 –  Team dsm-firmenich PostNL
- 2025 –  Team dsm-firmenich PostNL tot 15 juni [1]

Bardet ·
Belletti ·
Bérard ·
Bonnafond ·
Bouet ·
Casper ·
Cherel ·
Dupont ·
Elmiger ·
Gadret ·
Gastauer ·
Gazvoda ·
Georges ·
Goddaert · 
Hinault ·
Houanard ·
Kadri ·
Lemarchand · 
Minard ·
Mondory ·
Montaguti ·
Nocentini ·
Péraud ·
Perget ·
Ravard ·
Riblon ·
Roche ·
Sjpilevski ·
Zargari ·
Teychenne (stagiair) ·
Chavanne (stagiair) ·
Raibaud (stagiair)
Appollonio ·
Bagdonas ·
Bardet ·
Belletti ·
Bérard ·
Betancur ·
Bonnafond ·
Bouet ·
Chainel ·
Cherel ·
Domont ·
Dumoulin ·
Dupont ·
Gadret ·
Gastauer ·
Georges (tot 31/05) ·
Hoetarovitsj ·
Houle ·
Iglinski ·
Kadri ·
Kern · 
Minard ·
Mondory ·
Montaguti ·
Nocentini ·
Péraud ·
Pozzovivo ·
Ravard ·
Riblon ·
Brun (stagiair) ·
Chavanne (stagiair) ·
Latour (stagiair)
Appollonio · Bagdonas · Bardet · Bérard · Betancur · Bonnafond · Bouet · Chainel · Cherel · Daniel · Domont · Dumoulin · Dupont · Gastauer · Gaudin · Gougeard · Gretsch · Houle · Hoetarovitsj · Kadri · Kern · Minard · Mondory · Montaguti ·  Nocentini · Péraud · Pozzovivo · Riblon · Turgot · Vuillermoz · Bidard (stagiair) · Denz (stagiair) · Raibaud (stagiair)
Bagdonas · Bakelants · Bardet · Bérard · Betancur · Bonnafond · Cherel · Daniel · Denz · Domont · Dumoulin · Dupont · Gastauer · Gaudin · Gougeard · Gretsch · Houle · Jauregui · Kadri · Latour · Minard · Mondory · Montaguti ·  Nocentini · Péraud · Pozzovivo · Riblon · Turgot · Vansummeren · Vuillermoz · Bidard (stagiair) · Campistrous (stagiair) · Pereira (stagiair)
Bagdonas · Bakelants · Bardet · Bérard · Bidard · Bonnafond · Cherel · Daniel · Denz · Domont · Dumoulin · Dupont · Gastauer · Gaudin · Gautier · Gougeard · Gretsch · Houle · Jauregui · Kadri · Latour · Minard · Montaguti · Péraud · Pozzovivo · Riblon · Sergent · Turgot · Vansummeren · Vuillermoz · Cosnefroy (stagiair) · Fabre (stagiair) · Rochas (stagiair)
Bagdonas · Bakelants · Barbier · Bardet · Bérard · Bidard · Cherel · Chevrier · Cosnefroy · Denz · Domont · Dumoulin · Dupont · Duval · Enger · Frank · Gastauer · Gautier · Geniez · Gougeard · Houle · Jauregui · Latour · Montaguti · Naesen · Peters · Pozzovivo · Riblon · Vandenbergh · Vuillermoz · Doléatto (stagiair) · Geniets (stagiair) · Russo (stagiair)
Bagdonas · Bakelants · Barbier · Bardet · Bidard · Cherel · Chevrier · Cosnefroy · Denz · Dillier · Domont · Dumoulin · Dupont · Duval · Frank · Gallopin · Gastauer · Gautier · Geniez · Gougeard · Jauregui · Latour · Montaguti · Naesen · Peters · Vandenbergh · Venturini · Vuillermoz
Bagdonas · Bardet · Bidard · Bouchard · Cherel · Chevrier · Cosnefroy · Denz · Dillier · Domont · Dumoulin · Dupont · Duval · Frank · Gallopin · Gastauer · Geniez · Godon · Gougeard · Hänninen · Jauregui · Latour · Naesen · Paret-Peintre · Peters · Vandenbergh · Venturini · Vuillermoz · Warbasse · Champoussin (stagiair) · Hänninen (stagiair) · Jorgenson (stagiair) · Jullien (stagiair)
Bardet · Bidard · Bouchard · Champoussin (vanaf 1 april) · Cherel · Chevrier · Cosnefroy · Dillier · Domont · Duval · Frank · Gallopin · Gastauer · Geniez · Godon · Gougeard · Hänninen · Jauregui · Latour · L. Naesen · O. Naesen · Paret-Peintre · Peters · Tanfield · Vandenbergh · Vendrame · Venturini · Vuillermoz · Warbasse · Jullien (stagiair) · Reugel (stagiair) · Verger (stagiair)
Arensman · Arndt · Bardet · Benoot · Bol · Brenner · Combaud · Dainese · Denz · Donovan · Eekhoff · Gall · Haga · Hamilton · Hindley · Kanter · A. Kragh Andersen · S. Kragh Andersen · Leknessund · Markl · Nieuwenhuis · Pedersen · Roche · Salmon · Storer · Stork · Sütterlin · Tusveld · Vermaerke · Van Wilder
Arensman · Arndt · Bardet · Bittner (vanaf 1/8) · Bol · Brenner · Combaud · Dainese · Degenkolb · Denz · Donovan · Eekhoff · Hamilton · Heinschke · Hvideberg · A. Kragh Andersen · S. Kragh Andersen · Leknessund · Markl · Mayrhofer · Naberman · Nieuwenhuis · Pedersen · Rodenberg · Stork · Tusveld · van Uden (vanaf 1/8) · Vandenabeele · Vermaerke · Welsford
Andresen · Bardet · Bevin · Bittner · Brenner · Combaud · Dainese · Degenkolb · Dinham · Edmondson · Eekhoff · Hamilton · Heinschke · Hvideberg · Leknessund · Markl · Mayrhofer · Milesi · Naberman · Onley · Poole · Rodenberg · Stork · Tusveld · van Uden · Vandenabeele · Vanhoucke (tot 14/8) · Vermaerke · Welsford
Andresen · Bardet · Barguil · Van den Berg · Bevin · Bittner · Van den Broek · Combaud · Degenkolb · Dinham · Eddy · Edmondson · Eekhoff · Hamilton · Jakobsen · Leemreize · Leijnse · Liepiņš · Märkl · Naberman · Onley · Poole · Roosen · Tusveld · van Uden · Vermaerke · Welten · Koerdt (stagiair)
- MusicBrainz: 527dc52d-ed21-453d-93dc-c19ae88c5149
- Système universitaire de documentation: 241734363
- Virtual International Authority File: 501155284781987061252